# 15. Drużynowe Mistrzostwa Świata Młodzieży w Brydżu Sportowym
15. Drużynowe Mistrzostwa Świata Młodzieży w Brydżu Sportowym (15th World Youth Team Championships) – 15 edycja drużynowych mistrzostw świata młodzieży w brydżu sportowym, która odbyła się w Stambule (Turcja) w okresie od 13 do 23 sierpnia 2014. Zawody rozgrywane były w kategoriach juniorów (U26), młodzieży szkolnej (U21), dziewcząt (U26) oraz juniorów najmłodszych (U15; nowa kategoria, wiek do 15 lat).
Tytuły mistrzowskie zdobyły następujące drużyny:
- Norwegia (kategoria juniorów):
Harald Eide, Mats Eide, Kristian Ellingsen, Tor Eivind Grude, Kristoffer Hegge.
- Szwecja (kategoria młodzieży szkolnej):
Ida Grönkvist, Mikael Rimstedt, Ola Rimstedt, Johan Säfsten.
- Francja (kategoria dziewcząt):
Jessie Carbonneaux, Anaïs Leleu, Jennifer Mourgues, Anne-Laure Tartarin, Aurélie Thizy, Mathilde Thuillez.
- Polska (kategoria juniorów najmłodszych):
Michał Kaleta, Kacper Kopka, Michał Maszenda, Jakub Patreuha, Patryk Patreuha, Tomasz Pawełczyk.

W dodatkowym turnieju konsolidacyjnym wygrał zespół War of The Roses:
Marius Agica, Zachary Brescoll, Adam Grossack, Zachary Grossack, Adam Kaplan, Owen Lien (wszyscy z USA).

## Poprzednie zawody tego cyklu
Drużynowe mistrzostwa świata młodzieży w brydżu sportowym są najważniejszymi zawodami młodzieżowymi w formacie zbliżonym do Bermuda Bowl. Zawodnicy do 26 roku życia (juniorzy) rozgrywają je co dwa lata od roku 1987. Początkowo były rozgrywane w latach nieparzystych, a od roku 2006 w latach parzystych.
Zawody dla zawodników do 21 roku życia (młodzież szkolna) rozgrywane są od roku 2003. W roku 2010, na zawodach w Filadelfii (USA) włączono konkurencję dziewcząt.
| 1 | Holandia | Holandia | Berend van den Bos Aarnout Helmich Gerbrand Hop Joris van Lankveld Chris Westerbeek | Polska            | Polska  | Michał Gulczyński Wojciech Kaźmierczak Michał Klukowski Igor Łosiewicz Andrzej Terszak Łukasz Witkowski | Polska   | Polska   | Katarzyna Dufrat Magdalena Holeksa Danuta Kazmucha Natalia Sakowska Kamila Wesołowska Justyna Żmuda |
| 2 | Izrael   | Izrael   | Ejal Erez Lotan Fiszer Gal Gerstner Moshe Meyuchas Deror Padon Lee Rosenthal        | Stany Zjednoczone | USA 1   | Zachary Brescoll Adam Grossack Zachary Grossack Andrew Jeng Richard Jeng Adam Kaplan                    | Holandia | Holandia | Natalia Banaś Judith Nab Jamilla Spangenberg Sigrid Spangenberg Magdaléna Tichá Janneke Wackwitz    |
| 3 |          | Chiny    | Chen Yichao Hu Junjie Jiang Yujie Lu Kai Shao Yinpei Shen Jianqiu                   | Francja           | Francja | Julien Bernard Ivan Cailliau Fabrice Charignon Baptiste Combescure Gregoire Lafont Clément Laloubeyre   | Włochy   | Włochy   | Giorgia Botta Federica Buttò Margherita Chavarria Margherita Costa Flavia Lanzuisi Michela Salvato  |

## Formuła zawodów
Zawody odbywały się zgodnie z regulaminem zawodów opracowanym przez WBF:
- Zawody odbywały się w czterech kategoriach:
  - juniorów (National Junior Teams Jaime Ortiz‐Patiño Trophy),
  - młodzieży szkolnej (National Youngsters Teams José Damiani Cup),
  - dziewcząt (National Girls Teams Gianarrigo Rona Cup), oraz
  - juniorów najmłodszych (Koç University Trophy);
- Do zawodów w kategorii juniorów najmłodszych zaproszono kilkanaście krajów. Zaproszenie przyjęło 8 zespołów. Ostatecznie wystartowało 7 drużyn w kategorii juniorów najmłodszych.
- Do zawodów zostały zakwalifikowane zespoły z poszczególnych stref, w sumie 22 zespoły juniorów, 18 młodzieży szkolnej (po 6 zespołów ze strefy europejskiej) oraz 14 zespoły dziewcząt (5 zespołów ze strefy europejskiej). Ostatecznie w kategorii dziewcząt wystartowało 13 zespołów. Kwalifikacją europejską do tych zawodów były 24. Drużynowe Młodzieżowe Mistrzostwa Europy w Brydżu Sportowym.
- W każdej kategorii zawody odbywały się w dwóch etapach. W pierwszym etapie – fazie eliminacyjnej – drużyny grały spotkania ze wszystkimi przeciwnikami. W drugim etapie:
  - (dla juniorów najmłodszych) – 4 pierwsze drużyny grały o miejsca 1–4 a pozostałe 4 o miejsca 5–8;
  - (dla kategorii juniorów, młodzieży szkolnej i dziewcząt) – po 8 najlepszych zespołów grało w fazie pucharowej – przegrywający odpadał.
- W fazie eliminacyjnej we wszystkich kategoriach grano mecze 14-rozdaniowe. Uzyskane punkty IMP tych rozdań z jednej strony były przeliczane na VP w skali 0–20 i miały znaczenie na określenie pozycji drużyn po zakończeniu tej fazy, a z drugiej strony wyniki poszczególnych rozdań fazy eliminacyjnej przenosiły się do fazy pucharowej.
- W fazie eliminacyjnej zespoły spotykały się jeden raz.
- Dobór par w fazie ćwierćfinałowej odbywał się według następujących kroków:
  - drużyna, która zdobyła miejsce 1 mogła wybrać sobie dowolnego przeciwnika z pozycji 5–8,
  - drużyna z 2 miejsca mogła sobie wybrać dowolnego z 3 pozostałych przeciwników z pozycji 5–8,
  - drużyna z 3 miejsca mogła sobie wybrać jednego z 2 pozostałych przeciwników z pozycji 5–8.
- W przypadku półfinałów kroki wyboru były podobne do opisanych powyżej kroków wyboru dla ćwierćfinałów, ale wstępnie był postawiony warunek, zgodnie z którym, jeśli w półfinale spotkałyby się dwie drużyny z tego samego kraju (dotyczy USA), to wówczas te drużyny musiałyby zagrać razem w półfinałach.
- Drużyny, które przegrały mecz w półfinale rozgrywały mecz o 3. miejsce.
- Ćwierćfinały i półfinały były rozgrywane w 4 sesjach po 14 rozdań (w sumie 56 rozdań).
- Mecz o 3. miejsce składał się z 3 sesji po 14 rozdań (42 rozdań).
- Finał składał się z 6 sesji po 14 rozdań (84 rozdania).
- W każdym przypadku do wyników w fazie pucharowej między drużynami przenoszony był wynik z fazy eliminacyjnej w wysokości różnicy między punktami IMP mnożonej przez:
  - ½ – gdy drużyna, która wygrała bezpośrednie spotkanie, była na wyższej pozycji po fazie eliminacyjnej

lub
- - ⅓ – gdy drużyna, która wygrała bezpośrednie spotkanie, była na niższej pozycji po fazie eliminacyjnej.
- Wszystkie drużyny musiały dostarczyć organizatorom karty konwencyjne zawodników[4][5][6][7].
- Medale otrzymują zarówno zawodnicy zwycięskich drużyn, jak i niegrający kapitanowie i trenerzy.
- Uczestnicy zawodów (z każdej kategorii), którzy nie przeszli do fazy finałowej, mogli wystartować w turnieju konsolidacyjnym BAM. Do tego turnieju mogli dołączyć przegrani w ćwierćfinałach.

## Zespoły z Polski
Do udziału w zawodach uzyskały prawo zespoły z Polski we wszystkich kategoriach.
- Zespół juniorów (U26) : Maciej Bielawski (MK), Paweł Jassem (A), Michał Klukowski (A), Sławomir Niajko (MM), Piotr Tuczyński (A) oraz Jakub Wojcieszek (A).
Niegrającym kapitanem był Marek Markowski a trenerem był Stanisław Gołębiowski.
- Zespół młodzieży szkolnej (U21) : Błażej Krawczyk (MK), Michał Krysa (MR), Przemysław Kurzak (MO), Piotr Marcinowski (MK), Łukasz Pląder (MW) oraz Mateusz Sobczak (MK).
Niegrającym kapitanem był Marek Małysa a trenerem był Marek Wójcicki.
- Zespół dziewcząt (U26) : Zofia Bałdysz (MO), Olga Długosz (MR), Aleksandra Jarosz (MK), Anna Maduzia (MO), Agnieszka Szczypczyk (MK) oraz Justyna Żmuda (A).
Niegrającym kapitanem był Marcin Kuflowski a trenerem była Katarzyna Dufrat.
- Zespół juniorów najmłodszych (U15) : Michał Kaleta (M), Kacper Kopka (MO), Michał Maszenda (M), Jakub Patreuha (M), Patryk Patreuha (M) oraz Tomasz Pawełczyk (M).
Michał Maszenda 3 miesiące przed zawodami skończył zaledwie 12 lat!
Niegrającym kapitanem był Leszek Nowak a trenerem był Roland Lippik.

## Transmisje z zawodów
Wszystkie sesje zawodów były transmitowane w internecie poprzez BBO. Była jednoczesna transmisja z 10 stołów (5 meczów). Z jednego ze stołów była przeprowadzana dodatkowo transmisja głosowa.

## Wyniki zawodów
| 1 | Norwegia | Norwegia | Harald Eide Mats Eide Kristian Ellingsen Tor Eivind Grude Kristoffer Hegge                           | 1 | Szwecja           | Szwecja  | Ida Grönkvist Mikael Rimstedt Ola Rimstedt Johan Säfsten                                       | 1 | Francja | Francja | Jessie Carbonneaux Anaïs Leleu Jennifer Mourgues Anne-Laure Tartarin Aurélie Thizy Mathilde Thuillez | 1 | Polska  | Polska  | Michał Kaleta Kacper Kopka Michał Maszenda Jakub Patreuha Patryk Patreuha Tomasz Pawełczyk |
| 2 | Holandia | Holandia | Tobias Polak Joris van Lankveld Tom van Overbeeke Ernst Wackwitz Chris Westerbeek Ricardo Westerbeek | 2 | Stany Zjednoczone | USA 1    | Nolan Chang Christopher Huber Oren Kriegel Benjamin Kristensen Kevin Rosenberg                 | 2 |         | Chiny   | Chen Li Fu Bo Li Hanxiao Li Xinyi Wu Qihao Zhao Bing                                                 | 2 | Francja | Francja | Luc Bellicaud Théo Guillemin Romaric Guth Victor Le Lez                                    |
| 3 | Polska   | Polska   | Maciej Bielawski Paweł Jassem Michał Klukowski Sławomir Niajko Piotr Tuczyński Jakub Wojcieszek      | 3 | Norwegia          | Norwegia | Christian Bakke Espen Flått Joakim Sæther Marcus Scheie                                        | 3 | Włochy  | Włochy  | Giorgia Botta Caterina Burgio Federica Buttò Margherita Chavarria Margherita Costa Michela Salvato   | 3 |         | Chiny   | Cheng Zhiyu Fang Dongke Jiang Baozhuo Randy Pan Shen Jiahe Wang Zihan                      |
|   |          |          | | 5 | Polska            | Polska   | Błażej Krawczyk Michał Krysa Przemysław Kurzak Piotr Marcinowski Łukasz Pląder Mateusz Sobczak | 5 | Polska  | Polska  | Zofia Bałdysz Olga Długosz Aleksandra Jarosz Anna Maduzia Agnieszka Szczypczyk Justyna Żmuda         |   |         |         |                                                                                            |

## Przebieg zawodów

### Runda każdy z każdym
Poniżej podano plan wszystkich sesji rundy eliminacyjnej wraz z wynikami polskich zespołów.
| Plan sesji eliminacyjnych oraz wyniki polskich drużyn | Plan sesji eliminacyjnych oraz wyniki polskich drużyn | Plan sesji eliminacyjnych oraz wyniki polskich drużyn | Plan sesji eliminacyjnych oraz wyniki polskich drużyn | Plan sesji eliminacyjnych oraz wyniki polskich drużyn | Plan sesji eliminacyjnych oraz wyniki polskich drużyn | Plan sesji eliminacyjnych oraz wyniki polskich drużyn | Plan sesji eliminacyjnych oraz wyniki polskich drużyn | Plan sesji eliminacyjnych oraz wyniki polskich drużyn | Plan sesji eliminacyjnych oraz wyniki polskich drużyn | Plan sesji eliminacyjnych oraz wyniki polskich drużyn | Plan sesji eliminacyjnych oraz wyniki polskich drużyn | Plan sesji eliminacyjnych oraz wyniki polskich drużyn | Plan sesji eliminacyjnych oraz wyniki polskich drużyn | Plan sesji eliminacyjnych oraz wyniki polskich drużyn | Plan sesji eliminacyjnych oraz wyniki polskich drużyn | Plan sesji eliminacyjnych oraz wyniki polskich drużyn | Plan sesji eliminacyjnych oraz wyniki polskich drużyn | Plan sesji eliminacyjnych oraz wyniki polskich drużyn | Plan sesji eliminacyjnych oraz wyniki polskich drużyn | Plan sesji eliminacyjnych oraz wyniki polskich drużyn | Plan sesji eliminacyjnych oraz wyniki polskich drużyn | Plan sesji eliminacyjnych oraz wyniki polskich drużyn | Plan sesji eliminacyjnych oraz wyniki polskich drużyn | Plan sesji eliminacyjnych oraz wyniki polskich drużyn | Plan sesji eliminacyjnych oraz wyniki polskich drużyn |
| Dzień                                                 | Sesja (CET)                                           | Juniorzy                                              | Juniorzy                                              | Juniorzy                                              | Juniorzy                                              | Juniorzy                                              | Juniorzy                                              | Młodzież szkolna                                      | Młodzież szkolna                                      | Młodzież szkolna                                      | Młodzież szkolna                                      | Młodzież szkolna                                      | Młodzież szkolna                                      | Dziewczęta                                            | Dziewczęta                                            | Dziewczęta                                            | Dziewczęta                                            | Dziewczęta                                            | Dziewczęta                                            | Juniorzy najmłodsi                                    | Juniorzy najmłodsi                                    | Juniorzy najmłodsi                                    | Juniorzy najmłodsi                                    | Juniorzy najmłodsi                                    | Juniorzy najmłodsi                                    |
| Dzień                                                 | Sesja (CET)                                           | N                                                     | Zespół                                                | Zespół                                                | W                                                     | Σ                                                     | M                                                     | N                                                     | Zespół                                                | Zespół                                                | W                                                     | Σ                                                     | M                                                     | N                                                     | Zespół                                                | Zespół                                                | W                                                     | Σ                                                     | M                                                     | N                                                     | Zespół                                                | Zespół                                                | W                                                     | Σ                                                     | M                                                     |
| ----------------------------------------------------- | ----------------------------------------------------- | ----------------------------------------------------- | ----------------------------------------------------- | ----------------------------------------------------- | ----------------------------------------------------- | ----------------------------------------------------- | ----------------------------------------------------- | ----------------------------------------------------- | ----------------------------------------------------- | ----------------------------------------------------- | ----------------------------------------------------- | ----------------------------------------------------- | ----------------------------------------------------- | ----------------------------------------------------- | ----------------------------------------------------- | ----------------------------------------------------- | ----------------------------------------------------- | ----------------------------------------------------- | ----------------------------------------------------- | ----------------------------------------------------- | ----------------------------------------------------- | ----------------------------------------------------- | ----------------------------------------------------- | ----------------------------------------------------- | ----------------------------------------------------- |
| 14-08 czw                                             | 9.00                                                  | 1                                                     | Hongkong                                              | Hongkong                                              | 16.03                                                 | 16.03                                                 | 6                                                     | 1                                                     | Norwegia                                              | Norwegia                                              | 4.34                                                  | 4.34                                                  | 9                                                     | 1                                                     | Francja                                               | Francja                                               | 4.74                                                  | 4.74                                                  | 9                                                     | 1                                                     | Francja                                               | Francja                                               | 6.77                                                  | 6.77                                                  | 5                                                     |
| 14-08 czw                                             | 12.00                                                 | 2                                                     | Niemcy                                                | Niemcy                                                | 19.99                                                 | 36.02                                                 | 2                                                     | 2                                                     | Słowacja                                              | Słowacja                                              | 3.45                                                  | 7.79                                                  | 13                                                    | 2                                                     | Włochy                                                | Włochy                                                | 8.13                                                  | 12.87                                                 | 9                                                     | 2                                                     | Turcja                                                | Turcja                                                | 19.38                                                 | 26.15                                                 | 3                                                     |
| 14-08 czw                                             | 14.20                                                 | 3                                                     | Australia                                             | Australia                                             | 15.85                                                 | 51.87                                                 | 2                                                     | 3                                                     | Hongkong                                              | Hongkong                                              | 3.79                                                  | 11.58                                                 | 14                                                    | 3                                                     | Węgry                                                 | Węgry                                                 | 8.13                                                  | 21.00                                                 | 10                                                    | 3                                                     | Wolne                                                 | Wolne                                                 | 12.00                                                 | 38.15                                                 | 3                                                     |
| 14-08 czw                                             | 16.40                                                 | 4                                                     | Singapur                                              | Singapur                                              | 16.88                                                 | 68.75                                                 | 2                                                     |                                                       |                                                       |                                                       |                                                       |                                                       |                                                       |                                                       |                                                       |                                                       |                                                       |                                                       |                                                       |                                                       |                                                       |                                                       |                                                       |                                                       |                                                       |
| 15-08                                                 | 9.00                                                  | 5                                                     | Szwecja                                               | Szwecja                                               | 6.28                                                  | 75.03                                                 | 4                                                     | 4                                                     | Czechy                                                | Czechy                                                | 5.81                                                  | 17.39                                                 | 15                                                    |                                                       |                                                       |                                                       |                                                       |                                                       |                                                       | 4                                                     | Szwecja                                               | Szwecja                                               | 20.00                                                 | 58.15                                                 | 2                                                     |
| 15-08                                                 | 12.00                                                 | 6                                                     | Stany Zjednoczone                                     | USA-2                                                 | 17.19                                                 | 92.22                                                 | 3                                                     | 5                                                     | Stany Zjednoczone                                     | USA-1                                                 | 9.67                                                  | 27.06                                                 | 14                                                    | 4                                                     |                                                       | Chiny                                                 | 8.42                                                  | 29.42                                                 | 12                                                    | 5                                                     | Włochy                                                | Włochy                                                | 20.00                                                 | 78.15                                                 | 1                                                     |
| 15-08                                                 | 14.20                                                 | 7                                                     | Finlandia                                             | Finlandia                                             | 13.23                                                 | 103.11                                                | 3                                                     | 6                                                     | Stany Zjednoczone                                     | USA-2                                                 | 19.08                                                 | 46.14                                                 | 13                                                    | 5                                                     | Holandia                                              | Holandia                                              | 14.85                                                 | 44.27                                                 | 10                                                    | 6                                                     | Indie                                                 | Indie                                                 | 16.88                                                 | 95.03                                                 | 1                                                     |
| 16-08 sob                                             | 9.00                                                  | 8                                                     |                                                       | Chiny                                                 | 11.28                                                 | 114.39                                                | 3                                                     | 7                                                     |                                                       | Chiny                                                 | 10.00                                                 | 56.14                                                 | 13                                                    | 6                                                     | Australia                                             | Australia                                             | 16.72                                                 | 60.99                                                 | 7                                                     | 7                                                     |                                                       | Chiny                                                 | 17.04                                                 | 112.07                                                | 2                                                     |
| 16-08 sob                                             | 12.00                                                 | 9                                                     | Botswana                                              | Botswana                                              | 20.00                                                 | 134.39                                                | 2                                                     | 8                                                     | Kanada                                                | Kanada                                                | 15.66                                                 | 71.80                                                 | 12                                                    | 7                                                     |                                                       | Chińskie Tajpej                                       | 14.42                                                 | 75.41                                                 | 7                                                     |                                                       |                                                       |                                                       |                                                       |                                                       |                                                       |
| 16-08 sob                                             | 14.20                                                 | 10                                                    | Kanada                                                | Kanada                                                | 10.66                                                 | 145.05                                                | 3                                                     | 9                                                     | Dania                                                 | Dania                                                 | 17.49                                                 | 89.29                                                 | 11                                                    | 8                                                     | Wolne                                                 | Wolne                                                 | 12.00                                                 | 87.41                                                 | 7                                                     |                                                       |                                                       |                                                       |                                                       |                                                       |                                                       |
| 16-08 sob                                             | 16.40                                                 | 11                                                    | Norwegia                                              | Norwegia                                              | 13.23                                                 | 158.28                                                | 3                                                     |                                                       |                                                       |                                                       |                                                       |                                                       |                                                       |                                                       |                                                       |                                                       |                                                       |                                                       |                                                       |                                                       |                                                       |                                                       |                                                       |                                                       |                                                       |
| 17-08 nie                                             | 9.00                                                  | 12                                                    |                                                       | Chińskie Tajpej                                       | 19.08                                                 | 175.10                                                | 2                                                     | 10                                                    | Szwecja                                               | Szwecja                                               | 18.98                                                 | 108.27                                                | 8                                                     | 9                                                     | Stany Zjednoczone                                     | USA                                                   | 16.55                                                 | 103.96                                                | 5                                                     |                                                       |                                                       |                                                       |                                                       |                                                       |                                                       |
| 17-08 nie                                             | 12.00                                                 | 13                                                    | Dania                                                 | Dania                                                 | 11.58                                                 | 186.68                                                | 4                                                     | 11                                                    | Turcja                                                | Turcja                                                | 16.03                                                 | 124.30                                                | 8                                                     | 10                                                    | Norwegia                                              | Norwegia                                              | 16.03                                                 | 119.99                                                | 5                                                     |                                                       |                                                       |                                                       |                                                       |                                                       |                                                       |
| 17-08 nie                                             | 14.20                                                 | 14                                                    | Turcja                                                | Turcja                                                | 16.72                                                 | 203.40                                                | 3                                                     | 12                                                    | Francja                                               | Francja                                               | 13.96                                                 | 138.26                                                | 8                                                     | 11                                                    | Indie                                                 | Indie                                                 | 18.53                                                 | 138.52                                                | 5                                                     |                                                       |                                                       |                                                       |                                                       |                                                       |                                                       |
| 18-08 pon                                             | 9.00                                                  | 15                                                    | Egipt                                                 | Egipt                                                 | 14,85                                                 | 218,25                                                | 2                                                     | 13                                                    | Chile                                                 | Chile                                                 | 20.00                                                 | 158.26                                                | 4                                                     |                                                       |                                                       |                                                       |                                                       |                                                       |                                                       |                                                       |                                                       |                                                       |                                                       |                                                       |                                                       |
| 18-08 pon                                             | 12.00                                                 | 16                                                    | Argentyna                                             | Argentyna                                             | 18,41                                                 | 236.66                                                | 1                                                     | 14                                                    | Indie                                                 | Indie                                                 | 20.00                                                 | 178.26                                                | 3                                                     | 12                                                    | Botswana                                              | Botswana                                              | 20.00                                                 | 158.52                                                | 2                                                     |                                                       |                                                       |                                                       |                                                       |                                                       |                                                       |
| 18-08 pon                                             | 14.20                                                 | 17                                                    | Francja                                               | Francja                                               | 8.42                                                  | 245.08                                                | 1                                                     | 15                                                    | Holandia                                              | Holandia                                              | 11.28                                                 | 189.54                                                | 4                                                     | 13                                                    | Turcja                                                | Turcja                                                | 8.72                                                  | 167.24                                                | 3                                                     |                                                       |                                                       |                                                       |                                                       |                                                       |                                                       |
| 18-08 pon                                             | 16.40                                                 | 18                                                    | Nowa Zelandia                                         | Nowa Zelandia                                         | 17.63                                                 | 262.71                                                | 1                                                     |                                                       |                                                       |                                                       |                                                       |                                                       |                                                       |                                                       |                                                       |                                                       |                                                       |                                                       |                                                       |                                                       |                                                       |                                                       |                                                       |                                                       |                                                       |
| 19-08 wto                                             | 9.00                                                  | 19                                                    | Indie                                                 | Indie                                                 | 10.33                                                 | 273.04                                                | 1                                                     |                                                       |                                                       |                                                       |                                                       |                                                       |                                                       |                                                       |                                                       |                                                       |                                                       |                                                       |                                                       |                                                       |                                                       |                                                       |                                                       |                                                       |                                                       |
| 19-08 wto                                             | 12.00                                                 | 20                                                    | Holandia                                              | Holandia                                              | 12.44                                                 | 285.48                                                | 1                                                     |                                                       |                                                       |                                                       |                                                       |                                                       |                                                       |                                                       |                                                       |                                                       |                                                       |                                                       |                                                       |                                                       |                                                       |                                                       |                                                       |                                                       |                                                       |
| 19-08 wto                                             | 14.20                                                 | 21                                                    | Stany Zjednoczone                                     | USA-1                                                 | 8.13                                                  | 293.61                                                | 1                                                     |                                                       |                                                       |                                                       |                                                       |                                                       |                                                       |                                                       |                                                       |                                                       |                                                       |                                                       |                                                       |                                                       |                                                       |                                                       |                                                       |                                                       |                                                       |

### Faza pucharowa

#### Kategoria juniorów (U26)
Do fazy pucharowej zakwalifikowały się 8 drużyn w kategorii juniorów:
1. Polska
Maciej Bielawski, Paweł Jassem, Michał Klukowski, Sławomir Niajko, Piotr Tuczyński, Jakub Wojcieszek.
2. Chiny
Chen Yanfeng, Liu Shuo, Tang Zhi, Tao Yong, Xia Xinyu, Zhang Liangxiao.
3. USA 1
Marius Agica, Zachary Brescoll, Adam Grossack, Zachary Grossack, Adam Kaplan, Owen Lien.
4. Francja
Julien Bernard, Fabrice Charignon, Baptiste Combescure, Thibault Coudert, Clément Laloubeyre, Cedric Lorenzini (France).
5. Szwecja
Simon Ekenberg, Mikael Grönkvist, Daniel Gullberg, Simon Hult, Adam Stokka.
6. Holandia
Tobias Polak, Joris van Lankveld, Tom van Overbeeke, Ernst Wackwitz, Chris Westerbeek, Ricardo Westerbeek.
7. Turcja
Anil Altindag, Erkmen Aydogdu, Yusuf Berkay Kapusuz, Akin Koclar, Berk Can Ozen, Ugurcan Suzer.
8. Norwegia
Harald Eide, Mats Eide, Kristian Ellingsen, Tor Eivind Grude, Kristoffer Hegge.

##### Mecze ćwierćfinałowe i półfinałowe
| Juniorzy. Mecze ćwierćfinałowe, 20 sierpnia, środa | Juniorzy. Mecze ćwierćfinałowe, 20 sierpnia, środa | Juniorzy. Mecze ćwierćfinałowe, 20 sierpnia, środa | Juniorzy. Mecze ćwierćfinałowe, 20 sierpnia, środa | Juniorzy. Mecze ćwierćfinałowe, 20 sierpnia, środa | Juniorzy. Mecze ćwierćfinałowe, 20 sierpnia, środa | Juniorzy. Mecze ćwierćfinałowe, 20 sierpnia, środa | Juniorzy. Mecze ćwierćfinałowe, 20 sierpnia, środa | Juniorzy. Mecze ćwierćfinałowe, 20 sierpnia, środa | Juniorzy. Mecze ćwierćfinałowe, 20 sierpnia, środa | Juniorzy. Mecze ćwierćfinałowe, 20 sierpnia, środa | Juniorzy. Mecze ćwierćfinałowe, 20 sierpnia, środa |
| Nr                                                 | F                                                  | Zespół                                             | P                                                  | 9:00                                               | 9:00                                               | 12:00                                              | 12:00                                              | 14:20                                              | 14:20                                              | 16:40                                              | 16:40                                              |
| Nr                                                 | F                                                  | Zespół                                             | P                                                  | Q1                                                 | Σ                                                  | Q2                                                 | Σ                                                  | Q3                                                 | Σ                                                  | Q4                                                 | Σ                                                  |
| -------------------------------------------------- | -------------------------------------------------- | -------------------------------------------------- | -------------------------------------------------- | -------------------------------------------------- | -------------------------------------------------- | -------------------------------------------------- | -------------------------------------------------- | -------------------------------------------------- | -------------------------------------------------- | -------------------------------------------------- | -------------------------------------------------- |
| JQ1                                                | Polska                                             | Polska                                             | 11                                                 | 48                                                 | 59                                                 | 37                                                 | 96                                                 | 26                                                 | 122                                                | 52                                                 | 174                                                |
| JQ1                                                | Turcja                                             | Turcja                                             |                                                    | 13                                                 | 13                                                 | 23                                                 | 36                                                 | 35                                                 | 71                                                 | 20                                                 | 91                                                 |
| JQ2                                                |                                                    | Chiny                                              | 11                                                 | 33                                                 | 44                                                 | 30                                                 | 74                                                 | 11                                                 | 85                                                 | 20                                                 | 105                                                |
| JQ2                                                | Norwegia                                           | Norwegia                                           |                                                    | 21                                                 | 21                                                 | 26                                                 | 47                                                 | 52                                                 | 99                                                 | 36                                                 | 135                                                |
| JQ3                                                | Stany Zjednoczone                                  | USA-1                                              | 9.5                                                | 27                                                 | 36.5                                               | 26                                                 | 62.5                                               | 4                                                  | 66.5                                               | 48                                                 | 114.5                                              |
| JQ3                                                | Holandia                                           | Holandia                                           |                                                    | 31                                                 | 31                                                 | 44                                                 | 75                                                 | 64                                                 | 139                                                | 34                                                 | 173                                                |
| JQ4                                                | Francja                                            | Francja                                            | 6                                                  | 32                                                 | 38                                                 | 40                                                 | 78                                                 | 28                                                 | 106                                                | 46                                                 | 152                                                |
| JQ4                                                | Szwecja                                            | Szwecja                                            |                                                    | 0                                                  | 0                                                  | 23                                                 | 23                                                 | 32                                                 | 55                                                 | 25                                                 | 80                                                 |

| Juniorzy. Mecze półfinałowe, 21 sierpnia, czwartek | Juniorzy. Mecze półfinałowe, 21 sierpnia, czwartek | Juniorzy. Mecze półfinałowe, 21 sierpnia, czwartek | Juniorzy. Mecze półfinałowe, 21 sierpnia, czwartek | Juniorzy. Mecze półfinałowe, 21 sierpnia, czwartek | Juniorzy. Mecze półfinałowe, 21 sierpnia, czwartek | Juniorzy. Mecze półfinałowe, 21 sierpnia, czwartek | Juniorzy. Mecze półfinałowe, 21 sierpnia, czwartek | Juniorzy. Mecze półfinałowe, 21 sierpnia, czwartek | Juniorzy. Mecze półfinałowe, 21 sierpnia, czwartek | Juniorzy. Mecze półfinałowe, 21 sierpnia, czwartek | Juniorzy. Mecze półfinałowe, 21 sierpnia, czwartek |
| Nr                                                 | F                                                  | Zespół                                             | P                                                  | 9:00                                               | 9:00                                               | 12:00                                              | 12:00                                              | 14:20                                              | 14:20                                              | 16:40                                              | 16:40                                              |
| Nr                                                 | F                                                  | Zespół                                             | P                                                  | S1                                                 | Σ                                                  | S2                                                 | Σ                                                  | S3                                                 | Σ                                                  | S4                                                 | Σ                                                  |
| -------------------------------------------------- | -------------------------------------------------- | -------------------------------------------------- | -------------------------------------------------- | -------------------------------------------------- | -------------------------------------------------- | -------------------------------------------------- | -------------------------------------------------- | -------------------------------------------------- | -------------------------------------------------- | -------------------------------------------------- | -------------------------------------------------- |
| JS1                                                | Polska                                             | Polska                                             | 1.5                                                | 39                                                 | 40.5                                               | 27                                                 | 67.5                                               | 7                                                  | 74.5                                               | 20                                                 | 94.5                                               |
| JS1                                                | Norwegia                                           | Norwegia                                           |                                                    | 20                                                 | 20                                                 | 13                                                 | 33                                                 | 41                                                 | 74                                                 | 31                                                 | 105                                                |
| JS2                                                | Francja                                            | Francja                                            |                                                    | 11                                                 | 11                                                 | 39                                                 | 50                                                 | 20                                                 | 70                                                 | 32                                                 | 102                                                |
| JS2                                                | Holandia                                           | Holandia                                           | 11                                                 | 29                                                 | 40                                                 | 22                                                 | 62                                                 | 16                                                 | 78                                                 | 45                                                 | 123                                                |

##### Mecze finałowe
| Juniorzy. Mecz o 3. miejsce, 22 sierpnia, piątek | Juniorzy. Mecz o 3. miejsce, 22 sierpnia, piątek | Juniorzy. Mecz o 3. miejsce, 22 sierpnia, piątek | Juniorzy. Mecz o 3. miejsce, 22 sierpnia, piątek | Juniorzy. Mecz o 3. miejsce, 22 sierpnia, piątek | Juniorzy. Mecz o 3. miejsce, 22 sierpnia, piątek | Juniorzy. Mecz o 3. miejsce, 22 sierpnia, piątek | Juniorzy. Mecz o 3. miejsce, 22 sierpnia, piątek | Juniorzy. Mecz o 3. miejsce, 22 sierpnia, piątek | Juniorzy. Mecz o 3. miejsce, 22 sierpnia, piątek | Juniorzy. Mecz o 3. miejsce, 22 sierpnia, piątek | Juniorzy. Mecz o 3. miejsce, 22 sierpnia, piątek |
| Nr                                               | F                                                | Zespół                                           | P                                                | 9:00                                             | 9:00                                             | 12:00                                            | 12:00                                            | 14:20                                            | 14:20                                            | 16:40                                            | 16:40                                            |
| Nr                                               | F                                                | Zespół                                           | P                                                | R1                                               | Σ                                                | R2                                               | Σ                                                | R3                                               | Σ                                                | R4                                               | Σ                                                |
| ------------------------------------------------ | ------------------------------------------------ | ------------------------------------------------ | ------------------------------------------------ | ------------------------------------------------ | ------------------------------------------------ | ------------------------------------------------ | ------------------------------------------------ | ------------------------------------------------ | ------------------------------------------------ | ------------------------------------------------ | ------------------------------------------------ |
| JR                                               | Polska                                           | Polska                                           |                                                  | 25                                               | 25                                               | 15                                               | 40                                               | 18                                               | 58                                               | 75                                               | 133                                              |
| JR                                               | Francja                                          | Francja                                          | 1,67                                             | 30                                               | 31.7                                             | 29                                               | 60.7                                             | 18                                               | 78.7                                             | 33                                               | 111.7                                            |

| Juniorzy. Mecz finałowy | Juniorzy. Mecz finałowy | Juniorzy. Mecz finałowy | Juniorzy. Mecz finałowy | Juniorzy. Mecz finałowy | Juniorzy. Mecz finałowy | Juniorzy. Mecz finałowy | Juniorzy. Mecz finałowy | Juniorzy. Mecz finałowy | Juniorzy. Mecz finałowy | Juniorzy. Mecz finałowy | Juniorzy. Mecz finałowy | Juniorzy. Mecz finałowy | Juniorzy. Mecz finałowy | Juniorzy. Mecz finałowy | Juniorzy. Mecz finałowy |
| Nr                      | F                       | Zespół                  | P                       | 22 sierpnia, piątek     | 22 sierpnia, piątek     | 22 sierpnia, piątek     | 22 sierpnia, piątek     | 22 sierpnia, piątek     | 22 sierpnia, piątek     | 22 sierpnia, piątek     | 22 sierpnia, piątek     | 23 sierpnia, sobota     | 23 sierpnia, sobota     | 23 sierpnia, sobota     | 23 sierpnia, sobota     |
| Nr                      | F                       | Zespół                  | P                       | 9:00                    | 9:00                    | 12:00                   | 12:00                   | 14:20                   | 14:20                   | 16:40                   | 16:40                   | 9:00                    | 9:00                    | 12:00                   | 12:00                   |
| Nr                      | F                       | Zespół                  | P                       | F1                      | Σ                       | F2                      | Σ                       | F3                      | Σ                       | F4                      | Σ                       | F5                      | Σ                       | F6                      | Σ                       |
| ----------------------- | ----------------------- | ----------------------- | ----------------------- | ----------------------- | ----------------------- | ----------------------- | ----------------------- | ----------------------- | ----------------------- | ----------------------- | ----------------------- | ----------------------- | ----------------------- | ----------------------- | ----------------------- |
| JF                      | Norwegia                | Norwegia                |                         | 23                      | 23                      | 42                      | 65                      | 30                      | 95                      | 38                      | 133                     | 7                       | 140                     | 63                      | 203                     |
| JF                      | Holandia                | Holandia                | 4.5                     | 22                      | 26,5                    | 35                      | 61.5                    | 32                      | 93.5                    | 22                      | 115.5                   | 34                      | 149.5                   | 10                      | 159.5                   |

#### Kategoria młodzieży szkolnej (U21)
Do fazy pucharowej zakwalifikowało się 8 drużyn w kategorii młodzieży szkolnej:
1. Szwecja
Ida Grönkvist, Mikael Rimstedt, Ola Rimstedt, Johan Säfsten.
2. Chiny
Chen Siyuan, Gu Sijia, Jin Kai, Miao Benjie, Wang Qingfeng, Zhu Chenyu.
3. Norwegia
Christian Bakke, Espen Flått, Joakim Sæther, Marcus Scheie.
4. Polska
Błażej Krawczyk, Michał Krysa, Przemysław Kurzak, Piotr Marcinowski, Łukasz Pląder, Mateusz Sobczak.
5. USA-1
Nolan Chang, Christopher Huber, Oren Kriegel, Benjamin Kristensen, Kevin Rosenberg.
6. Francja
Francois Beugin, Arthur Boulin, Colin Deheeger, Matthieu Fourre, Benjamin Marie, Thibaud Vincenot.
7. Holandia
Pim Coppens, Bob Donkersloot, Thibo Sprinkhuizen, Leen Stougie, Marc Stougie, Luc Tijssen.
8. Hongkong
Francis Chan, Louis Lee, Mark Ng, Jackson Tsang, Sam Tseng, Vinci Wan.

##### Mecze ćwierćfinałowe i półfinałowe
| Młodzież szkolna. Mecze ćwierćfinałowe, 20 sierpnia, środa | Młodzież szkolna. Mecze ćwierćfinałowe, 20 sierpnia, środa | Młodzież szkolna. Mecze ćwierćfinałowe, 20 sierpnia, środa | Młodzież szkolna. Mecze ćwierćfinałowe, 20 sierpnia, środa | Młodzież szkolna. Mecze ćwierćfinałowe, 20 sierpnia, środa | Młodzież szkolna. Mecze ćwierćfinałowe, 20 sierpnia, środa | Młodzież szkolna. Mecze ćwierćfinałowe, 20 sierpnia, środa | Młodzież szkolna. Mecze ćwierćfinałowe, 20 sierpnia, środa | Młodzież szkolna. Mecze ćwierćfinałowe, 20 sierpnia, środa | Młodzież szkolna. Mecze ćwierćfinałowe, 20 sierpnia, środa | Młodzież szkolna. Mecze ćwierćfinałowe, 20 sierpnia, środa | Młodzież szkolna. Mecze ćwierćfinałowe, 20 sierpnia, środa |
| Nr                                                         | F                                                          | Zespół                                                     | P                                                          | 9:00                                                       | 9:00                                                       | 12:00                                                      | 12:00                                                      | 14:20                                                      | 14:20                                                      | 16:40                                                      | 16:40                                                      |
| Nr                                                         | F                                                          | Zespół                                                     | P                                                          | Q1                                                         | Σ                                                          | Q2                                                         | Σ                                                          | Q3                                                         | Σ                                                          | Q4                                                         | Σ                                                          |
| ---------------------------------------------------------- | ---------------------------------------------------------- | ---------------------------------------------------------- | ---------------------------------------------------------- | ---------------------------------------------------------- | ---------------------------------------------------------- | ---------------------------------------------------------- | ---------------------------------------------------------- | ---------------------------------------------------------- | ---------------------------------------------------------- | ---------------------------------------------------------- | ---------------------------------------------------------- |
| YQ1                                                        | Szwecja                                                    | Szwecja                                                    | 11                                                         | 57                                                         | 68                                                         | 36                                                         | 104                                                        | 34                                                         | 138                                                        | 15                                                         | 153                                                        |
| YQ1                                                        | Holandia                                                   | Holandia                                                   |                                                            | 15                                                         | 15                                                         | 15                                                         | 30                                                         | 39                                                         | 69                                                         | 32                                                         | 112                                                        |
| YQ2                                                        |                                                            | Chiny                                                      | 11                                                         | 30                                                         | 41                                                         | 48                                                         | 89                                                         | 13                                                         | 102                                                        | 26                                                         | 128                                                        |
| YQ2                                                        | Stany Zjednoczone                                          | USA 1                                                      |                                                            | 21                                                         | 21                                                         | 47                                                         | 68                                                         | 45                                                         | 113                                                        | 28                                                         | 141                                                        |
| YQ3                                                        | Norwegia                                                   | Norwegia                                                   |                                                            | 50                                                         | 50                                                         | 45                                                         | 95                                                         | 41                                                         | 136                                                        | 33                                                         | 169                                                        |
| YQ3                                                        | Hongkong                                                   | Hongkong                                                   | 5.67                                                       | 29                                                         | 34.7                                                       | 22                                                         | 56.7                                                       | 22                                                         | 78.7                                                       | 34                                                         | 112.7                                                      |
| YQ4                                                        | Polska                                                     | Polska                                                     | 7                                                          | 25                                                         | 32                                                         | 29                                                         | 61                                                         | 23                                                         | 84                                                         | 37                                                         | 121                                                        |
| YQ4                                                        | Francja                                                    | Francja                                                    |                                                            | 60                                                         | 60                                                         | 18                                                         | 78                                                         | 36                                                         | 114                                                        | 8                                                          | 122                                                        |

| Młodzież szkolna. Mecze półfinałowe, 21 sierpnia, czwartek | Młodzież szkolna. Mecze półfinałowe, 21 sierpnia, czwartek | Młodzież szkolna. Mecze półfinałowe, 21 sierpnia, czwartek | Młodzież szkolna. Mecze półfinałowe, 21 sierpnia, czwartek | Młodzież szkolna. Mecze półfinałowe, 21 sierpnia, czwartek | Młodzież szkolna. Mecze półfinałowe, 21 sierpnia, czwartek | Młodzież szkolna. Mecze półfinałowe, 21 sierpnia, czwartek | Młodzież szkolna. Mecze półfinałowe, 21 sierpnia, czwartek | Młodzież szkolna. Mecze półfinałowe, 21 sierpnia, czwartek | Młodzież szkolna. Mecze półfinałowe, 21 sierpnia, czwartek | Młodzież szkolna. Mecze półfinałowe, 21 sierpnia, czwartek | Młodzież szkolna. Mecze półfinałowe, 21 sierpnia, czwartek |
| Nr                                                         | F                                                          | Zespół                                                     | P                                                          | 9:00                                                       | 9:00                                                       | 12:00                                                      | 12:00                                                      | 14:20                                                      | 14:20                                                      | 16:40                                                      | 16:40                                                      |
| Nr                                                         | F                                                          | Zespół                                                     | P                                                          | S1                                                         | Σ                                                          | S2                                                         | Σ                                                          | S3                                                         | Σ                                                          | S4                                                         | Σ                                                          |
| ---------------------------------------------------------- | ---------------------------------------------------------- | ---------------------------------------------------------- | ---------------------------------------------------------- | ---------------------------------------------------------- | ---------------------------------------------------------- | ---------------------------------------------------------- | ---------------------------------------------------------- | ---------------------------------------------------------- | ---------------------------------------------------------- | ---------------------------------------------------------- | ---------------------------------------------------------- |
| YS1                                                        | Szwecja                                                    | Szwecja                                                    | 1.5                                                        | 37                                                         | 38.5                                                       | 28                                                         | 66.5                                                       | 28                                                         | 94.5                                                       | 53                                                         | 147.5                                                      |
| YS1                                                        | Norwegia                                                   | Norwegia                                                   |                                                            | 9                                                          | 9                                                          | 27                                                         | 36                                                         | 19                                                         | 55                                                         | 17                                                         | 72                                                         |
| YS2                                                        | Francja                                                    | Francja                                                    |                                                            | 38                                                         | 38                                                         | 23                                                         | 61                                                         | 15                                                         | 76                                                         | 34                                                         | 110                                                        |
| YS2                                                        | Stany Zjednoczone                                          | USA 1                                                      | 4.5                                                        | 31                                                         | 35.5                                                       | 36                                                         | 73.5                                                       | 21                                                         | 94.5                                                       | 36                                                         | 130.5                                                      |

##### Mecze finałowe
| Młodzież szkolna. Mecz o 3. miejsce, 22 sierpnia, piątek | Młodzież szkolna. Mecz o 3. miejsce, 22 sierpnia, piątek | Młodzież szkolna. Mecz o 3. miejsce, 22 sierpnia, piątek | Młodzież szkolna. Mecz o 3. miejsce, 22 sierpnia, piątek | Młodzież szkolna. Mecz o 3. miejsce, 22 sierpnia, piątek | Młodzież szkolna. Mecz o 3. miejsce, 22 sierpnia, piątek | Młodzież szkolna. Mecz o 3. miejsce, 22 sierpnia, piątek | Młodzież szkolna. Mecz o 3. miejsce, 22 sierpnia, piątek | Młodzież szkolna. Mecz o 3. miejsce, 22 sierpnia, piątek | Młodzież szkolna. Mecz o 3. miejsce, 22 sierpnia, piątek | Młodzież szkolna. Mecz o 3. miejsce, 22 sierpnia, piątek | Młodzież szkolna. Mecz o 3. miejsce, 22 sierpnia, piątek |
| Nr                                                       | F                                                        | Zespół                                                   | P                                                        | 9:00                                                     | 9:00                                                     | 12:00                                                    | 12:00                                                    | 14:20                                                    | 14:20                                                    | 16:40                                                    | 16:40                                                    |
| Nr                                                       | F                                                        | Zespół                                                   | P                                                        | R1                                                       | Σ                                                        | R2                                                       | Σ                                                        | R3                                                       | Σ                                                        | R4                                                       | Σ                                                        |
| -------------------------------------------------------- | -------------------------------------------------------- | -------------------------------------------------------- | -------------------------------------------------------- | -------------------------------------------------------- | -------------------------------------------------------- | -------------------------------------------------------- | -------------------------------------------------------- | -------------------------------------------------------- | -------------------------------------------------------- | -------------------------------------------------------- | -------------------------------------------------------- |
| YR                                                       | Norwegia                                                 | Norwegia                                                 | 1.5                                                      | 29                                                       | 30.5                                                     | 31                                                       | 61.5                                                     | 44                                                       | 105.5                                                    | 46                                                       | 151.5                                                    |
| YR                                                       | Francja                                                  | Francja                                                  |                                                          | 23                                                       | 23                                                       | 24                                                       | 47                                                       | 19                                                       | 66                                                       | 12                                                       | 78                                                       |

| Młodzież szkolna. Mecz finałowy | Młodzież szkolna. Mecz finałowy | Młodzież szkolna. Mecz finałowy | Młodzież szkolna. Mecz finałowy | Młodzież szkolna. Mecz finałowy | Młodzież szkolna. Mecz finałowy | Młodzież szkolna. Mecz finałowy | Młodzież szkolna. Mecz finałowy | Młodzież szkolna. Mecz finałowy | Młodzież szkolna. Mecz finałowy | Młodzież szkolna. Mecz finałowy | Młodzież szkolna. Mecz finałowy | Młodzież szkolna. Mecz finałowy | Młodzież szkolna. Mecz finałowy | Młodzież szkolna. Mecz finałowy | Młodzież szkolna. Mecz finałowy |
| Nr                              | F                               | Zespół                          | P                               | 22 sierpnia, piątek             | 22 sierpnia, piątek             | 22 sierpnia, piątek             | 22 sierpnia, piątek             | 22 sierpnia, piątek             | 22 sierpnia, piątek             | 22 sierpnia, piątek             | 22 sierpnia, piątek             | 23 sierpnia, sobota             | 23 sierpnia, sobota             | 23 sierpnia, sobota             | 23 sierpnia, sobota             |
| Nr                              | F                               | Zespół                          | P                               | 9:00                            | 9:00                            | 12:00                           | 12:00                           | 14:20                           | 14:20                           | 16:40                           | 16:40                           | 9:00                            | 9:00                            | 12:00                           | 12:00                           |
| Nr                              | F                               | Zespół                          | P                               | F1                              | Σ                               | F2                              | Σ                               | F3                              | Σ                               | F4                              | Σ                               | F5                              | Σ                               | F6                              | Σ                               |
| ------------------------------- | ------------------------------- | ------------------------------- | ------------------------------- | ------------------------------- | ------------------------------- | ------------------------------- | ------------------------------- | ------------------------------- | ------------------------------- | ------------------------------- | ------------------------------- | ------------------------------- | ------------------------------- | ------------------------------- | ------------------------------- |
| YF                              | Szwecja                         | Szwecja                         | 4.5                             | 34                              | 38.5                            | 50                              | 88.5                            | 22                              | 110.5                           | 43                              | 153.5                           | 42                              | 195.5                           | 42                              | 237.5                           |
| YF                              | Stany Zjednoczone               | USA 1                           |                                 | 38                              | 38                              | 22                              | 60                              | 65                              | 125                             | 10                              | 135                             | 8                               | 143                             | 42                              | 185                             |

#### Kategoria dziewcząt (U26)
Do fazy pucharowej zakwalifikowały się 8 drużyn w kategorii dziewcząt:
1. Włochy
Giorgia Botta, Caterina Burgio, Federica Buttò, Margherita Chavarria, Margherita Costa, Michela Salvato.
2. Holandia
Natalia Banaś, Merel Bruijnsteen, Carla Groenland, Lotte Leufkens, Magdaléna Tichá, Doris Van Delft.
3. Polska
Zofia Bałdysz, Olga Długosz, Aleksandra Jarosz, Anna Maduzia, Agnieszka Szczypczyk, Justyna Żmuda.
4. Australia
Jessica Brake, Jessica Brake, Kirstyn Fuller, Ellena Moskovsky, Ella Pattison, Lauren Travis.
5. Chiny
Chen Li, Fu Bo, Li Hanxiao, Li Xinyi, Wu Qihao, Zhao Bing.
6. Francja
Jessie Carbonneaux, Anaïs Leleu, Jennifer Mourgues, Anne-Laure Tartarin, Aurélie Thizy, Mathilde Thuillez.
7. USA
Julie Arbit, Asya Ladyzhensky, Marianna Linz, Anam Tebha, Isha Thapa, Rebecca Wernis.
8. Węgry
Maria Beko, Zsofia Beko, Laura Ersek, Andrea Fischer, Brigitta Fischer.

##### Mecze ćwierćfinałowe i półfinałowe
| Dziewczęta. Mecze ćwierćfinałowe, 20 sierpnia, środa | Dziewczęta. Mecze ćwierćfinałowe, 20 sierpnia, środa | Dziewczęta. Mecze ćwierćfinałowe, 20 sierpnia, środa | Dziewczęta. Mecze ćwierćfinałowe, 20 sierpnia, środa | Dziewczęta. Mecze ćwierćfinałowe, 20 sierpnia, środa | Dziewczęta. Mecze ćwierćfinałowe, 20 sierpnia, środa | Dziewczęta. Mecze ćwierćfinałowe, 20 sierpnia, środa | Dziewczęta. Mecze ćwierćfinałowe, 20 sierpnia, środa | Dziewczęta. Mecze ćwierćfinałowe, 20 sierpnia, środa | Dziewczęta. Mecze ćwierćfinałowe, 20 sierpnia, środa | Dziewczęta. Mecze ćwierćfinałowe, 20 sierpnia, środa | Dziewczęta. Mecze ćwierćfinałowe, 20 sierpnia, środa |
| Nr                                                   | F                                                    | Zespół                                               | P                                                    | 9:00                                                 | 9:00                                                 | 12:00                                                | 12:00                                                | 14:20                                                | 14:20                                                | 16:40                                                | 16:40                                                |
| Nr                                                   | F                                                    | Zespół                                               | P                                                    | Q1                                                   | Σ                                                    | Q2                                                   | Σ                                                    | Q3                                                   | Σ                                                    | Q4                                                   | Σ                                                    |
| ---------------------------------------------------- | ---------------------------------------------------- | ---------------------------------------------------- | ---------------------------------------------------- | ---------------------------------------------------- | ---------------------------------------------------- | ---------------------------------------------------- | ---------------------------------------------------- | ---------------------------------------------------- | ---------------------------------------------------- | ---------------------------------------------------- | ---------------------------------------------------- |
| GQ1                                                  | Włochy                                               | Włochy                                               | 11                                                   | 60                                                   | 71                                                   | 69                                                   | 140                                                  | 62                                                   | 202                                                  | 15                                                   | 217                                                  |
| GQ1                                                  | Węgry                                                | Węgry                                                |                                                      | 23                                                   | 23                                                   | 28                                                   | 51                                                   | 3                                                    | 54                                                   | 20                                                   | 74                                                   |
| GQ2                                                  | Holandia                                             | Holandia                                             | 11                                                   | 28                                                   | 39                                                   | 37                                                   | 76                                                   | 26                                                   | 102                                                  | 84                                                   | 186                                                  |
| GQ2                                                  | Stany Zjednoczone                                    | USA                                                  |                                                      | 28                                                   | 28                                                   | 28                                                   | 56                                                   | 22                                                   | 78                                                   | 17                                                   | 95                                                   |
| GQ3                                                  | Polska                                               | Polska                                               |                                                      | 28                                                   | 28                                                   | 33                                                   | 61                                                   | 8                                                    | 69                                                   | 5                                                    | 74                                                   |
| GQ3                                                  |                                                      | Chiny                                                | 1.67                                                 | 27                                                   | 28.7                                                 | 39                                                   | 67.7                                                 | 15                                                   | 82.7                                                 | 61                                                   | 143.7                                                |
| GQ4                                                  | Australia                                            | Australia                                            |                                                      | 38                                                   | 38                                                   | 36                                                   | 74                                                   | 28                                                   | 102                                                  | 10                                                   | 112                                                  |
| GQ4                                                  | Francja                                              | Francja                                              | 6                                                    | 34                                                   | 40                                                   | 14                                                   | 54                                                   | 21                                                   | 75                                                   | 49                                                   | 124                                                  |

| Dziewczęta. Mecze półfinałowe, 21 sierpnia, czwartek | Dziewczęta. Mecze półfinałowe, 21 sierpnia, czwartek | Dziewczęta. Mecze półfinałowe, 21 sierpnia, czwartek | Dziewczęta. Mecze półfinałowe, 21 sierpnia, czwartek | Dziewczęta. Mecze półfinałowe, 21 sierpnia, czwartek | Dziewczęta. Mecze półfinałowe, 21 sierpnia, czwartek | Dziewczęta. Mecze półfinałowe, 21 sierpnia, czwartek | Dziewczęta. Mecze półfinałowe, 21 sierpnia, czwartek | Dziewczęta. Mecze półfinałowe, 21 sierpnia, czwartek | Dziewczęta. Mecze półfinałowe, 21 sierpnia, czwartek | Dziewczęta. Mecze półfinałowe, 21 sierpnia, czwartek | Dziewczęta. Mecze półfinałowe, 21 sierpnia, czwartek |
| Nr                                                   | F                                                    | Zespół                                               | P                                                    | 9:00                                                 | 9:00                                                 | 12:00                                                | 12:00                                                | 14:20                                                | 14:20                                                | 16:40                                                | 16:40                                                |
| Nr                                                   | F                                                    | Zespół                                               | P                                                    | S1                                                   | Σ                                                    | S2                                                   | Σ                                                    | S3                                                   | Σ                                                    | S4                                                   | Σ                                                    |
| ---------------------------------------------------- | ---------------------------------------------------- | ---------------------------------------------------- | ---------------------------------------------------- | ---------------------------------------------------- | ---------------------------------------------------- | ---------------------------------------------------- | ---------------------------------------------------- | ---------------------------------------------------- | ---------------------------------------------------- | ---------------------------------------------------- | ---------------------------------------------------- |
| GS1                                                  | Włochy                                               | Włochy                                               |                                                      | 16                                                   | 16                                                   | 8                                                    | 24                                                   | 33                                                   | 57                                                   | 45                                                   | 102                                                  |
| GS1                                                  | Francja                                              | Francja                                              | 2                                                    | 24                                                   | 26                                                   | 58                                                   | 84                                                   | 12                                                   | 96                                                   | 11                                                   | 107                                                  |
| GS2                                                  |                                                      | Chiny                                                |                                                      | 37                                                   | 37                                                   | 23                                                   | 60                                                   | 24                                                   | 84                                                   | 31                                                   | 115                                                  |
| GS2                                                  | Holandia                                             | Holandia                                             | 6.5                                                  | 19                                                   | 25.5                                                 | 35                                                   | 60.5                                                 | 13                                                   | 73.5                                                 | 28                                                   | 101.5                                                |

##### Mecze finałowe
| Dziewczęta. Mecz o 3. miejsce, 22 sierpnia, piątek | Dziewczęta. Mecz o 3. miejsce, 22 sierpnia, piątek | Dziewczęta. Mecz o 3. miejsce, 22 sierpnia, piątek | Dziewczęta. Mecz o 3. miejsce, 22 sierpnia, piątek | Dziewczęta. Mecz o 3. miejsce, 22 sierpnia, piątek | Dziewczęta. Mecz o 3. miejsce, 22 sierpnia, piątek | Dziewczęta. Mecz o 3. miejsce, 22 sierpnia, piątek | Dziewczęta. Mecz o 3. miejsce, 22 sierpnia, piątek | Dziewczęta. Mecz o 3. miejsce, 22 sierpnia, piątek | Dziewczęta. Mecz o 3. miejsce, 22 sierpnia, piątek | Dziewczęta. Mecz o 3. miejsce, 22 sierpnia, piątek | Dziewczęta. Mecz o 3. miejsce, 22 sierpnia, piątek |
| Nr                                                 | F                                                  | Zespół                                             | P                                                  | 9:00                                               | 9:00                                               | 12:00                                              | 12:00                                              | 14:20                                              | 14:20                                              | 16:40                                              | 16:40                                              |
| Nr                                                 | F                                                  | Zespół                                             | P                                                  | R1                                                 | Σ                                                  | R2                                                 | Σ                                                  | R3                                                 | Σ                                                  | R4                                                 | Σ                                                  |
| -------------------------------------------------- | -------------------------------------------------- | -------------------------------------------------- | -------------------------------------------------- | -------------------------------------------------- | -------------------------------------------------- | -------------------------------------------------- | -------------------------------------------------- | -------------------------------------------------- | -------------------------------------------------- | -------------------------------------------------- | -------------------------------------------------- |
| GR                                                 | Włochy                                             | Włochy                                             | 7.5                                                | 42                                                 | 49.5                                               | 47                                                 | 96.5                                               | 6                                                  | 102.5                                              | 52                                                 | 154.5                                              |
| GR                                                 | Holandia                                           | Holandia                                           |                                                    | 14                                                 | 14                                                 | 28                                                 | 42                                                 | 30                                                 | 72                                                 | 27                                                 | 99                                                 |

| Dziewczęta. Mecz finałowy | Dziewczęta. Mecz finałowy | Dziewczęta. Mecz finałowy | Dziewczęta. Mecz finałowy | Dziewczęta. Mecz finałowy | Dziewczęta. Mecz finałowy | Dziewczęta. Mecz finałowy | Dziewczęta. Mecz finałowy | Dziewczęta. Mecz finałowy | Dziewczęta. Mecz finałowy | Dziewczęta. Mecz finałowy | Dziewczęta. Mecz finałowy | Dziewczęta. Mecz finałowy | Dziewczęta. Mecz finałowy | Dziewczęta. Mecz finałowy | Dziewczęta. Mecz finałowy |
| Nr                        | F                         | Zespół                    | P                         | 22 sierpnia, piątek       | 22 sierpnia, piątek       | 22 sierpnia, piątek       | 22 sierpnia, piątek       | 22 sierpnia, piątek       | 22 sierpnia, piątek       | 22 sierpnia, piątek       | 22 sierpnia, piątek       | 23 sierpnia, sobota       | 23 sierpnia, sobota       | 23 sierpnia, sobota       | 23 sierpnia, sobota       |
| Nr                        | F                         | Zespół                    | P                         | 9:00                      | 9:00                      | 12:00                     | 12:00                     | 14:20                     | 14:20                     | 16:40                     | 16:40                     | 9:00                      | 9:00                      | 12:00                     | 12:00                     |
| Nr                        | F                         | Zespół                    | P                         | F1                        | Σ                         | F2                        | Σ                         | F3                        | Σ                         | F4                        | Σ                         | F5                        | Σ                         | F6                        | Σ                         |
| ------------------------- | ------------------------- | ------------------------- | ------------------------- | ------------------------- | ------------------------- | ------------------------- | ------------------------- | ------------------------- | ------------------------- | ------------------------- | ------------------------- | ------------------------- | ------------------------- | ------------------------- | ------------------------- |
| GF                        | Francja                   | Francja                   | 0.67                      | 32                        | 32.7                      | 61                        | 93.7                      | 41                        | 134.7                     | 53                        | 187.7                     | 25                        | 212.7                     | 27                        | 239.7                     |
| GF                        |                           | Chiny                     |                           | 35                        | 35                        | 15                        | 50                        | 25                        | 75                        | 47                        | 122                       | 36                        | 158                       | 37                        | 195                       |

#### Kategoria juniorów najmłodszych (U15)
Do fazy pucharowej zakwalifikowały się 4 drużyny w kategorii juniorów najmłodszych:
1. Francja
Luc Bellicaud, Théo Guillemin, Romaric Guth, Victor Le Lez.
2. Polska
Michał Kaleta, Kacper Kopka, Michał Maszenda, Jakub Patreuha, Patryk Patreuha, Tomasz Pawełczyk.
3. Chiny
Cheng Zhiyu, Fang Dongke, Jiang Baozhuo, Randy Pan, Shen Jiahe, Wang Zihan.
4. Szwecja
Teo Bodin, Sanna Clementsson, Erik Hansson, Alexander Sandin.

##### Półfinały
| KS1 | Francja | Francja | 8 | 16 | 24 | 70 | 94 | 43 | 137 |
| KS1 | Szwecja | Szwecja |   | 11 | 11 | 16 | 27 | 11 | 38  |
| KS2 | Polska  | Polska  | 8 | 30 | 38 | 49 | 87 | 13 | 100 |
| KS2 |         | Chiny   |   | 28 | 28 | 23 | 51 | 46 | 97  |

##### Mecze finałowe
| Juniorzy najmłodsi. Mecz o 3. miejsce, 18 sierpnia, poniedziałek | Juniorzy najmłodsi. Mecz o 3. miejsce, 18 sierpnia, poniedziałek | Juniorzy najmłodsi. Mecz o 3. miejsce, 18 sierpnia, poniedziałek | Juniorzy najmłodsi. Mecz o 3. miejsce, 18 sierpnia, poniedziałek | Juniorzy najmłodsi. Mecz o 3. miejsce, 18 sierpnia, poniedziałek | Juniorzy najmłodsi. Mecz o 3. miejsce, 18 sierpnia, poniedziałek | Juniorzy najmłodsi. Mecz o 3. miejsce, 18 sierpnia, poniedziałek | Juniorzy najmłodsi. Mecz o 3. miejsce, 18 sierpnia, poniedziałek | Juniorzy najmłodsi. Mecz o 3. miejsce, 18 sierpnia, poniedziałek | Juniorzy najmłodsi. Mecz o 3. miejsce, 18 sierpnia, poniedziałek |
| Nr                                                               | F                                                                | Zespół                                                           | P                                                                | RK1                                                              | Σ                                                                | RK2                                                              | Σ                                                                | RK3                                                              | Σ                                                                |
| ---------------------------------------------------------------- | ---------------------------------------------------------------- | ---------------------------------------------------------------- | ---------------------------------------------------------------- | ---------------------------------------------------------------- | ---------------------------------------------------------------- | ---------------------------------------------------------------- | ---------------------------------------------------------------- | ---------------------------------------------------------------- | ---------------------------------------------------------------- |
| K3                                                               |                                                                  | Chiny                                                            | 8                                                                | 59                                                               | 67                                                               | 41                                                               | 108                                                              | 47                                                               | 155                                                              |
| K3                                                               | Szwecja                                                          | Szwecja                                                          |                                                                  | 25                                                               | 25                                                               | 17                                                               | 42                                                               | 30                                                               | 72                                                               |

| Juniorzy najmłodsi. Finał, 18 sierpnia, poniedziałek | Juniorzy najmłodsi. Finał, 18 sierpnia, poniedziałek | Juniorzy najmłodsi. Finał, 18 sierpnia, poniedziałek | Juniorzy najmłodsi. Finał, 18 sierpnia, poniedziałek | Juniorzy najmłodsi. Finał, 18 sierpnia, poniedziałek | Juniorzy najmłodsi. Finał, 18 sierpnia, poniedziałek | Juniorzy najmłodsi. Finał, 18 sierpnia, poniedziałek | Juniorzy najmłodsi. Finał, 18 sierpnia, poniedziałek | Juniorzy najmłodsi. Finał, 18 sierpnia, poniedziałek | Juniorzy najmłodsi. Finał, 18 sierpnia, poniedziałek |
| Nr                                                   | F                                                    | Zespół                                               | P                                                    | FK1                                                  | Σ                                                    | FK2                                                  | Σ                                                    | FK3                                                  | Σ                                                    |
| ---------------------------------------------------- | ---------------------------------------------------- | ---------------------------------------------------- | ---------------------------------------------------- | ---------------------------------------------------- | ---------------------------------------------------- | ---------------------------------------------------- | ---------------------------------------------------- | ---------------------------------------------------- | ---------------------------------------------------- |
| KF                                                   | Francja                                              | Francja                                              | 5.5                                                  | 22                                                   | 27.5                                                 | 25                                                   | 52.5                                                 | 25                                                   | 77.5                                                 |
| KF                                                   | Polska                                               | Polska                                               |                                                      | 28                                                   | 28                                                   | 29                                                   | 57                                                   | 50                                                   | 107                                                  |

## Turniej konsolidacyjny
W turnieju konsolidacyjnym uczestniczyło 35 zespołów. Uczestniczyły w nim dwa polskie zespoły: drużyny dziewcząt i młodzieży szkolnej. Polska drużyna dziewcząt zajęła 8. miejsce.
Czołowe miejsca w turnieju konsolidacyjnym (BAM) zajęły zespoły:
1. War of The Roses
Marius Agica, Zachary Brescoll, Adam Grossack, Zachary Grossack, Adam Kaplan, Owen Lien (wszyscy USA).
2. The Boyz
Dennis Bilde (Dania), Nabil Edgtton (Australia), Justin Howard (Australia), Nick Jacob (Nowa Zelandia), Tom Walsh (Kanada).
3. Buus Thomsen
Thomsen Emil Buus (Dania), Thomsen Signe Buus (Dania), Peter Jepsen (Dania), Kornel Lazar (Niemcy), Lauren Travis (Australia).